# Малые Солонцы (Новосанжарский район)

Малые Солонцы (укр. Малі Солонці) — село,
Кустоловский сельский совет,
Новосанжарский район,
Полтавская область,
Украина.
Код КОАТУУ — 5323482504. Население по переписи 2001 года составляло 212 человек.

## Географическое положение
Село Малые Солонцы находится в 1,5 км от правого берега реки Кустолово,
на расстоянии в 1 км расположены сёла Кустолово и Галущина Гребля.

## Объекты социальной сферы
- Клуб.